# District VIII van Boedapest
District VIII of Józsefváros (Duits: Josefstadt) is een centraal gelegen binnenstadsdistrict van Boedapest.
Het kreeg in 1777 zijn naam, hetzij naar de patroonheilige van de parochiekerk gebouwd in die periode, Jozef van Nazareth, of troonopvolger Keizer Jozef II.

## Bezienswaardigheden
- Erkel Theater (Erkel Színház)
- Kerepesi-begraafplaats (Kerepesi temető)
- Gutenberg-huis
- Hongaars Nationaal Museum
- Orczy-park
- Természettudományi Múzeum
- Országos Pedagógiai Könyvtár és Múzeum
- Andrássy Gyula Deutschsprachige Universität Budapest – AUB
- Loránd Eötvös-universiteit

## Partnerschap
Het district onderhoudt een partnerschap met het eveneens achtste Weense district Josefstadt in de Federatie van Josefstädte.

## Galerij

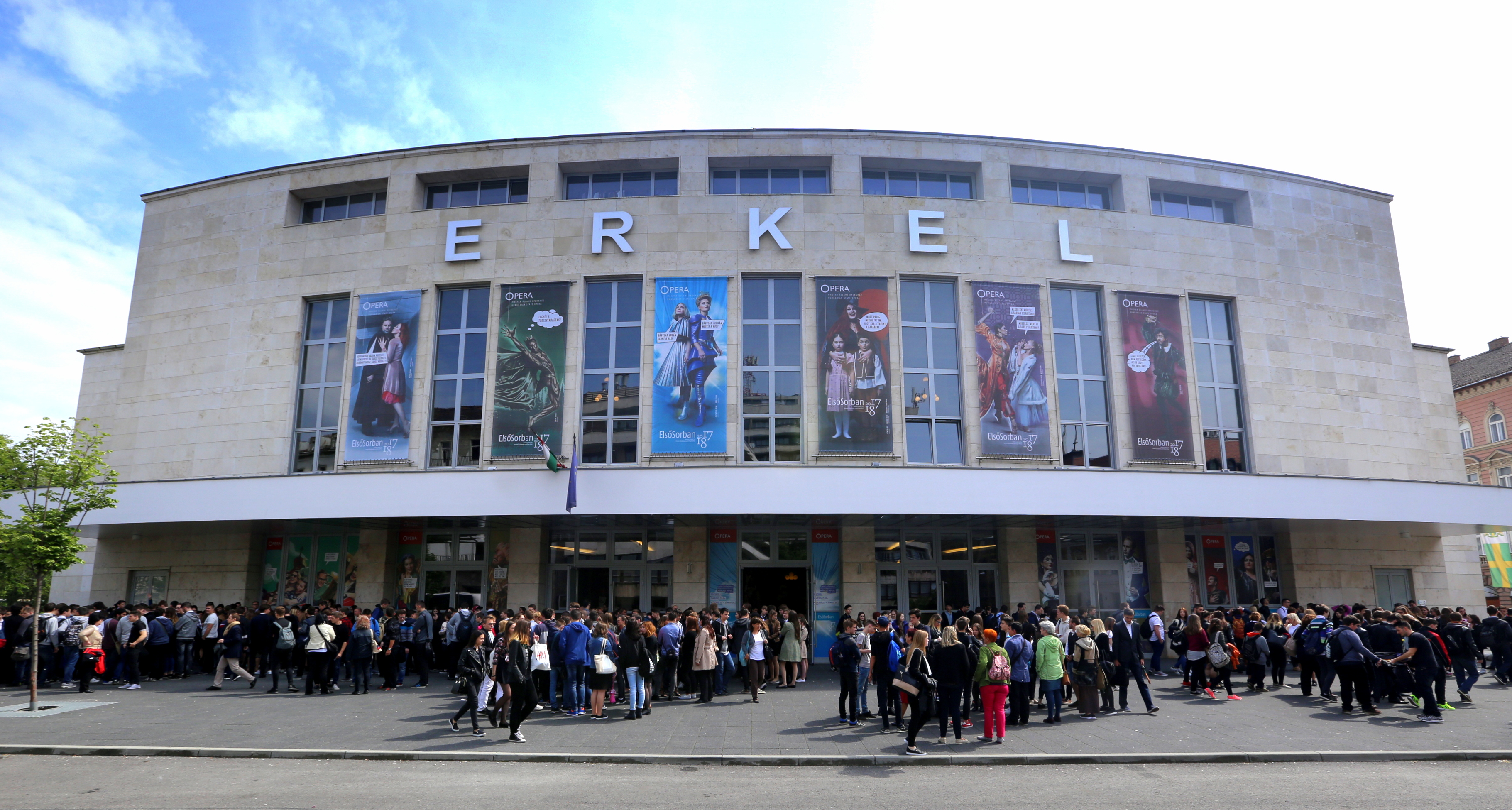
Erkel Theater
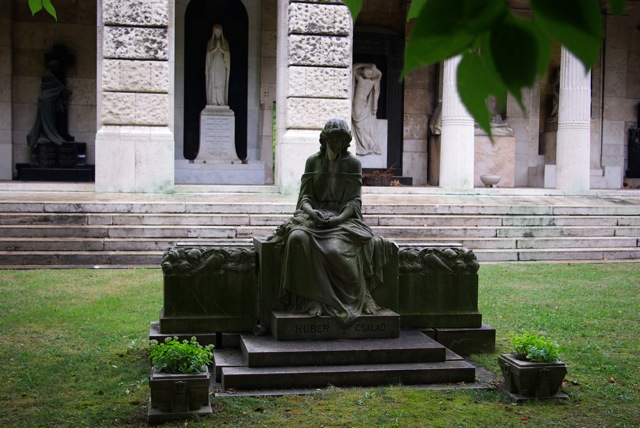
Kerepesi-begraafplaats
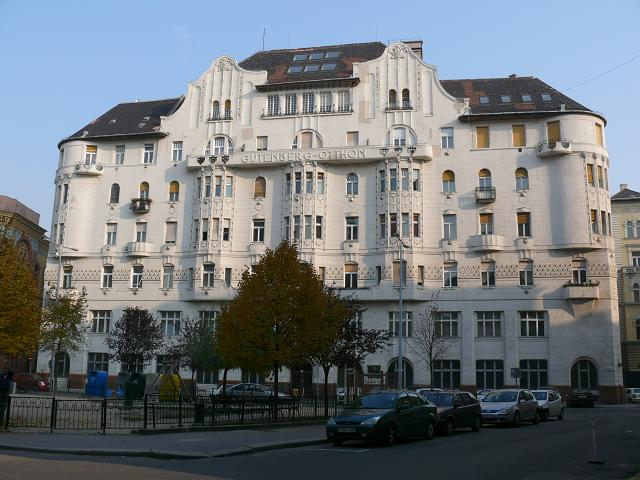
Gutenberg-huis
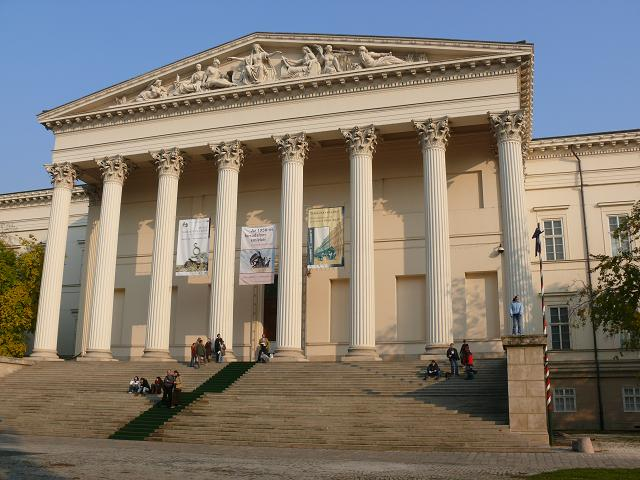
Nationaal Museum
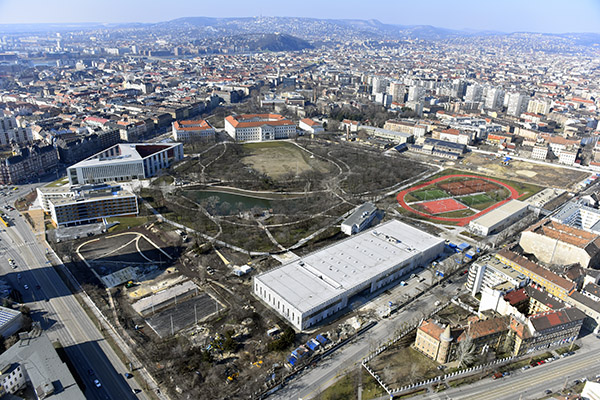
Orczy-park
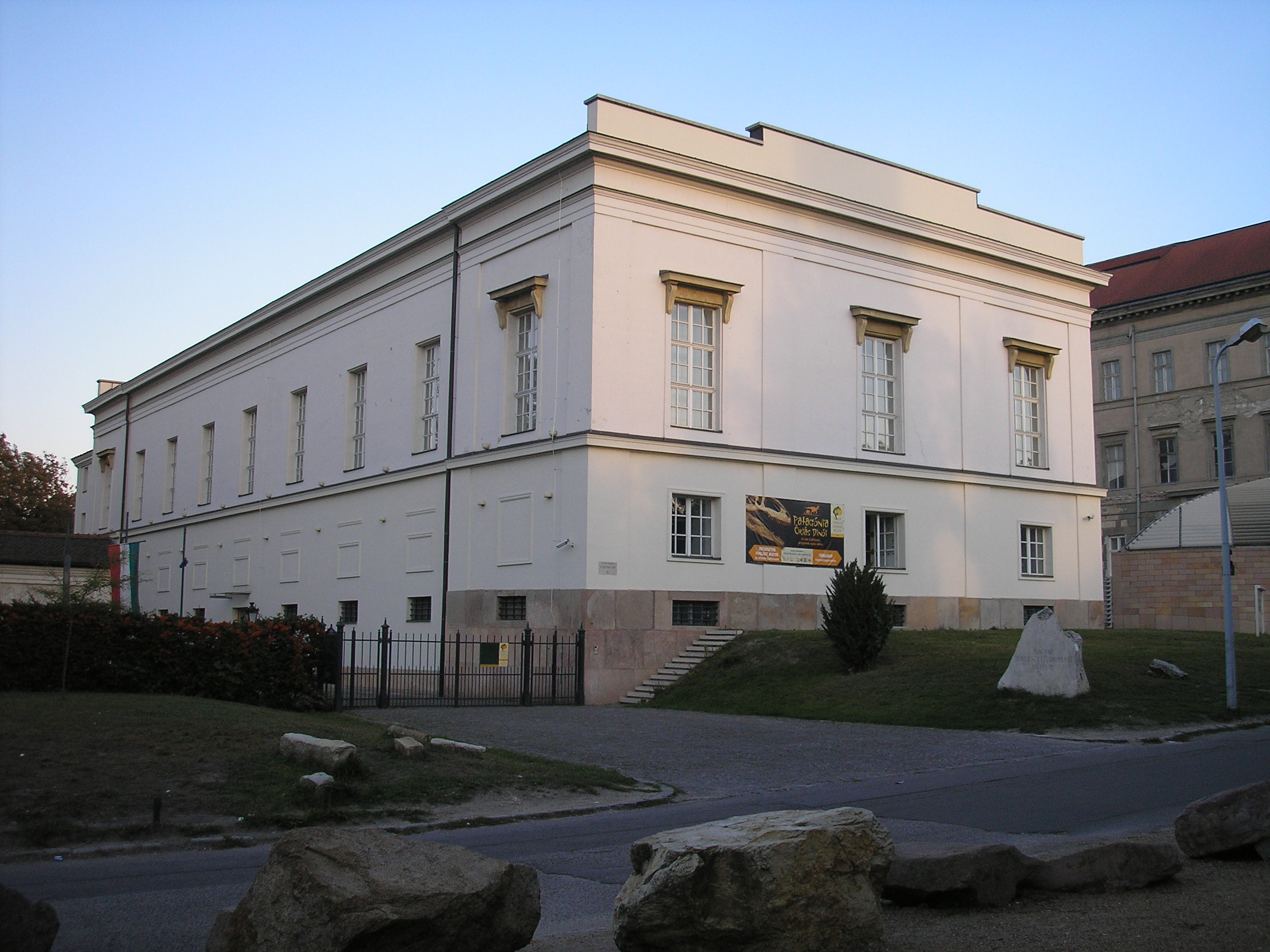
Természettudományi Múzeum
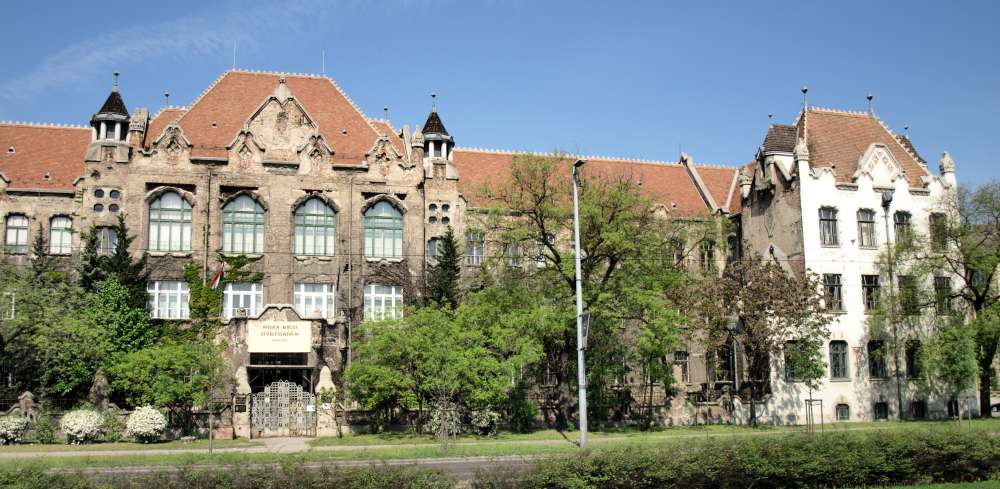
Pedagógiai Könyvtár és Múzeum
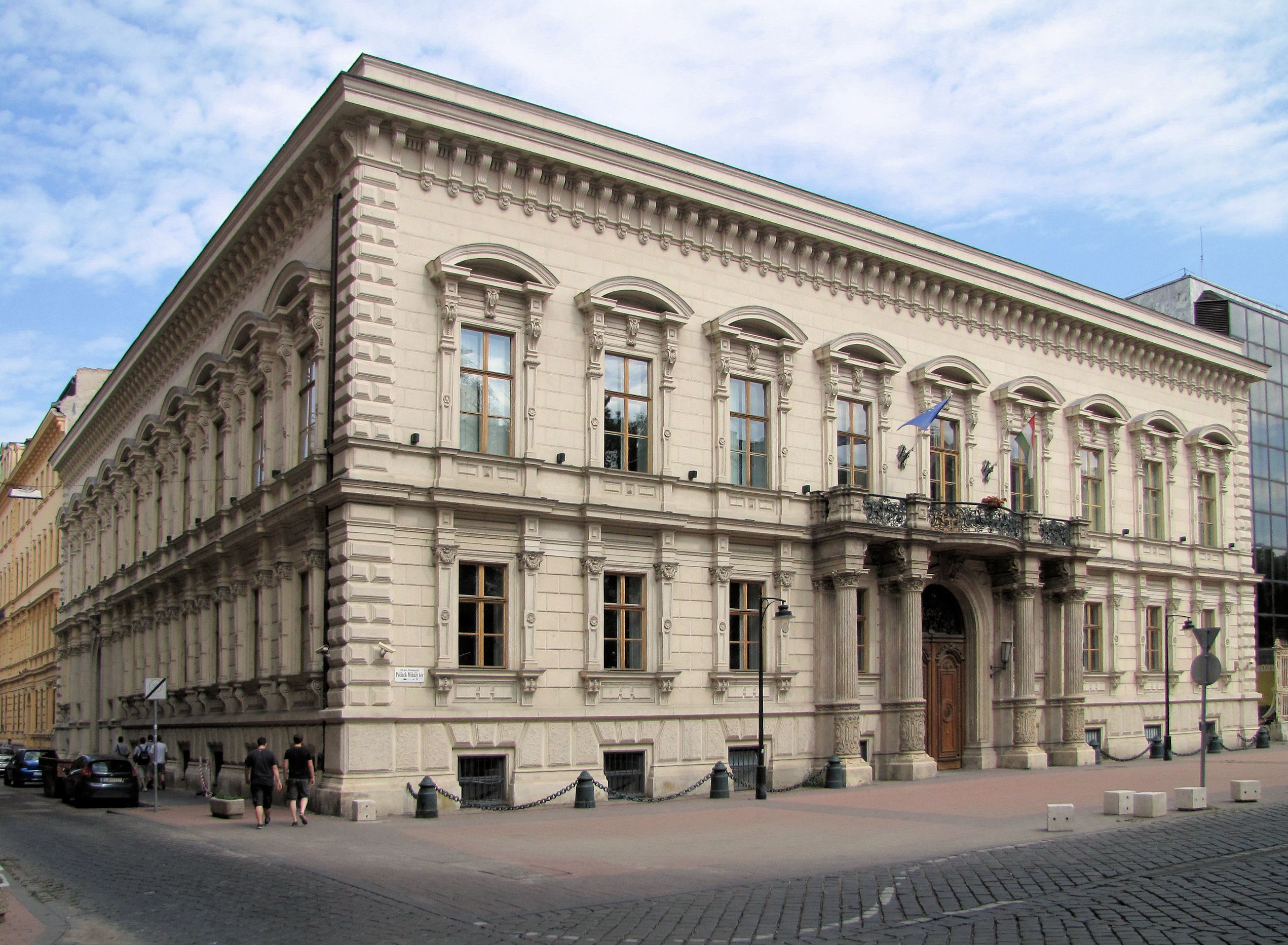
AUB
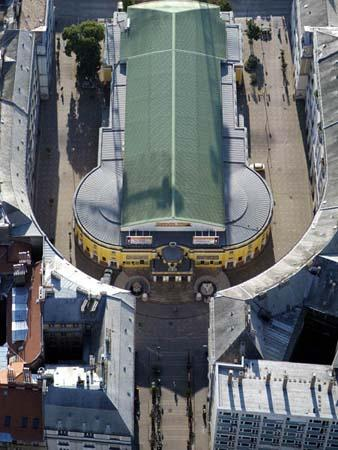
Corvin-plein en Corvin-bioscoop

I · II · III · IV · V · VI · VII · VIII · IX · X · XI · XII · XIII · XIV · XV · XVI · XVII · XVIII · XIX · XX · XXI · XXII · XXIII